# Подрезчиха (река)
Подрезчиха — река в России, протекает в Нагорском и Белохолуницком районах Кировской области. Устье реки находится в 997 км по правому берегу реки Вятки. Длина реки составляет 59 км, площадь водосборного бассейна 380 км².
Исток реки на Верхнекамской возвышенности в 6 км к юго-востоку от деревни Даниловцы (Синегорское сельское поселение) и в 20 км к северо-востоку от Нагорска. Река течёт на восток, затем на юго-восток. Русло сильно извилистое, в низовьях образует затоны и старицы. Верхнее и среднее течение лежит в Нагорском районе, нижнее — в Белохолуницком. Всё течение, кроме низовий, проходит по ненаселённому заболоченному лесу. Впадает в боковую старицу Вятки в черте посёлка Подрезчиха. Ширина реки перед устьем — 15 метров.

## Притоки (км от устья)
- река Южная Половинная (пр)
- река Белая (пр)
- ручей Половинный (лв)
- река Васкиневская (пр)
- 26 км: река Поперечная (лв)
- река Пуговичный Лог (пр)
- 35 км: река Лебяжья (лв)
- 37 км: река Быстрая (лв)
- река Медведица (пр)
- река Северная Подрезчиха (лв)

## Данные водного реестра
По данным государственного водного реестра России относится к Камскому бассейновому округу, водохозяйственный участок реки — Вятка от истока до города Киров, без реки Чепца, речной подбассейн реки — Вятка. Речной бассейн реки — Кама.
По данным геоинформационной системы водохозяйственного районирования территории РФ, подготовленной Федеральным агентством водных ресурсов:
- Код водного объекта в государственном водном реестре — 10010300212111100030344
- Код по гидрологической изученности (ГИ) — 111103034
- Код бассейна — 10.01.03.002
- Номер тома по ГИ — 11
- Выпуск по ГИ — 1